# Райська заграда (станція метро)
50°06′24″ пн. ш. 14°33′38″ сх. д. / 50.10667° пн. ш. 14.56056° сх. д.
«Райська заграда» (чеськ. Rajská zahrada — райський сад) — станція лінії B Празького метрополітену. Розташована у районі Черні Мост, на вулиці Хлумецькій.
Це надземно-двоярусна пересадкова станція, причому колії розташовані одна над одною. Платформа обладнана великим куполоподібним дахом у темно-синіх тонах, а вся конструкція має вигляд похилого циліндра, наполовину вкопаного в землю. В 1999 році станцію нагородили за унікальність премією «Будівля року» (чеськ. Stavba roku).